# Volo TWA 800 (1996)
Il volo TWA 800 era un volo di linea della Trans World Airlines dall'aeroporto internazionale John F. Kennedy all'aeroporto di Roma-Fiumicino, con scalo intermedio all'aeroporto di Parigi Charles De Gaulle. Il 17 luglio 1996, 12 minuti dopo il decollo da New York, il Boeing 747-131 che operava il volo è esploso, precipitando nell'Oceano Atlantico al largo di East Moriches, uccidendo tutte le 230 persone a bordo.
Nove italiani si trovavano sull’aereo perché il volo TWA840 JFK-FCO era in overbooking. Gli stessi avrebbero raggiunto Roma Fiumicino FCO solo poche ore dopo l’arrivo a Parigi, con un volo Air France.
Gli italiani a bordo avrebbero dovuto essere 10: infatti, per una fortunata circostanza, il calciatore Christian Panucci decise all'ultimo istante di non prendere il volo.
Gli investigatori del National Transportation Safety Board (NTSB), che cominciarono le indagini la mattina seguente, furono affiancati dagli agenti del Federal Bureau of Investigation (FBI), in quanto si diffusero fin dall'inizio voci di un presunto atto terroristico come la causa del disastro.
16 mesi dopo l'FBI annunciò che, non essendo stata trovata nessuna prova di un attentato terroristico, le indagini criminali sarebbero state chiuse.
L'indagine dell'NTSB, durata quattro anni, si concluse con l'emissione del rapporto finale il 23 agosto 2000 ponendo fine alla più ampia, complessa e costosa indagine riguardante un disastro aereo nella storia degli Stati Uniti. Il rapporto indica come probabile causa dell'incidente l'esplosione dei vapori di carburante in un serbatoio causata, anche se non vi sono prove certe, da un cortocircuito.
Come conseguenza di questo rapporto sono stati stilati nuovi requisiti di sicurezza per prevenire esplosioni nei serbatoi del carburante.
Esistono anche diverse teorie complottiste in merito alle cause del disastro e la più diffusa è che un missile lanciato da terroristi o da una nave della United States Navy abbia colpito l'aereo.

## L'incidente

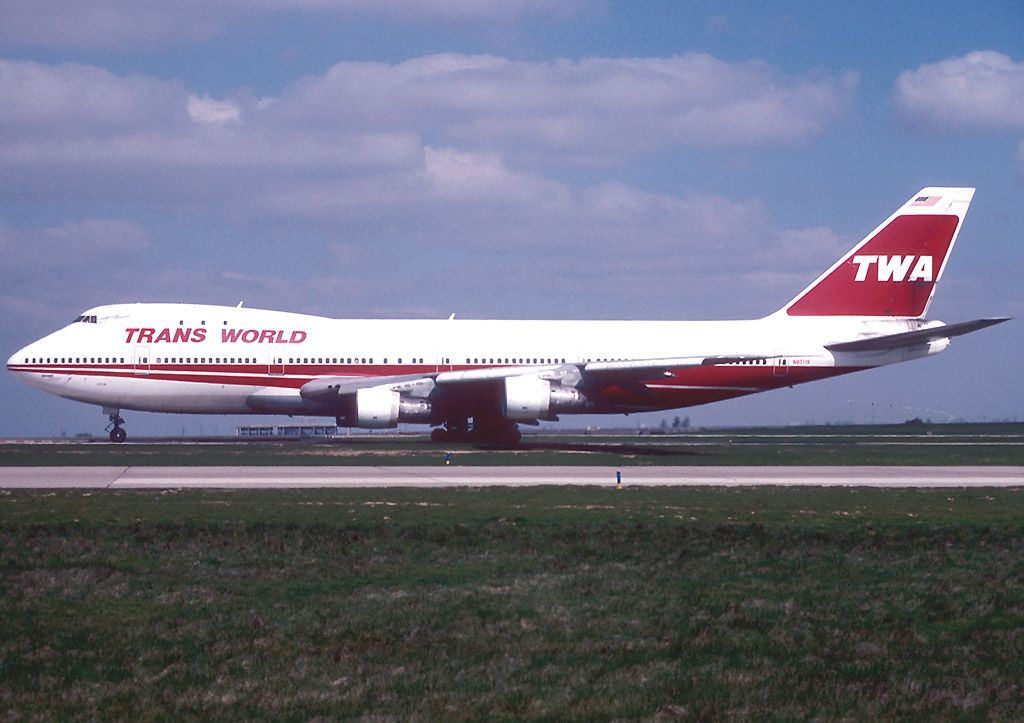
N93119, l'aereo coinvolto nell'incidente, presente all'aeroporto Charles De Gaulle nel maggio 1995.

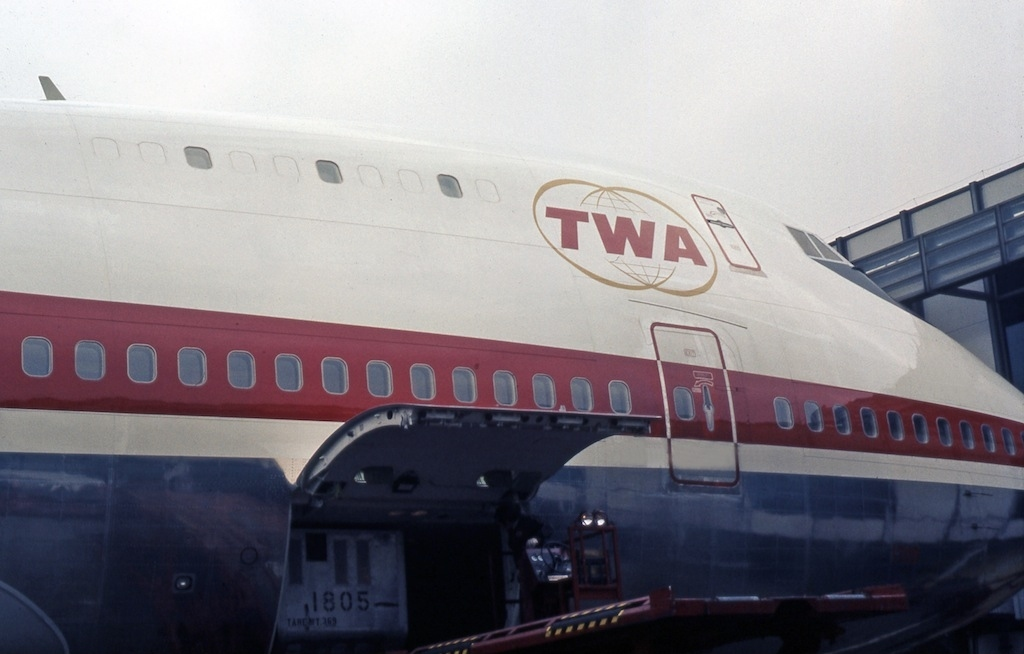
La vista ravvicinata della fusoliera anteriore dell'N93119, che mostra i sette finestrini chiusi sul ponte superiore. Queste coperture saltarono in seguito all'esplosione del volo 800.

Tutti gli orari indicati sono Eastern Daylight Time (EDT)
L'aereo coinvolto nell'incidente, numero di registrazione N93119, venne prodotto dalla Boeing nel luglio 1971 e acquistato direttamente dalla TWA. Il velivolo aveva completato 16.869 voli con 93.303 ore di funzionamento al momento dell'incidente.
Il giorno dell'incidente l'aereo partì da Atene, in Grecia, come volo TWA 881, e atterrò all'Aeroporto Internazionale John F. Kennedy di New York alle 16:38 dove venne rifornito di carburante e fu sostituito l'equipaggio di condotta con uno nuovo composto dal Comandante Ralph G. Kevorkian, dal Primo Ufficiale Steven E. Snyder, dall'Ingegnere di volo Richard G. Campbell e dall'allievo Ingegnere di volo Oliver Krick.
A causa di problemi tecnici con i sensori degli inversori di spinta durante l'ultimo atterraggio compiuto, prima del decollo il personale di manutenzione disattivò gli inversori di spinta del motore numero 3 e ne sostituì i cavi difettosi. Durante il rifornimento del velivolo, la valvola di controllo del riempimento del serbatoio si attivò, ma l'addetto credette che i serbatoi non fossero ancora pieni. Per ovviare al problema un meccanico TWA la escluse togliendo il sensore di riempimento. Il registro di manutenzione del velivolo indicava che erano stati compiuti diversi interventi di manutenzione a questa valvola nelle settimane precedenti l'incidente.
Il volo TWA 800 avrebbe dovuto decollare verso le 19:00, ma ci fu un ritardo di circa un'ora a causa di un guasto ad una delle attrezzature di terra e per la mancata corrispondenza tra un passeggero ed il suo bagaglio.
Dopo che fu confermato che il proprietario del bagaglio in questione era a bordo, l'equipaggio si preparò per la partenza.
Dopo il decollo, TWA 800 ricevette una serie di direttive dalla torre di controllo fino al raggiungimento dell'altitudine di crociera designata. Le condizioni meteo nella zona indicavano poco vento e nuvole sparse. L'ultima comunicazione radio si verificò alle ore 20:30, quando l'equipaggio ricevette le ultime istruzioni dal controllo del traffico aereo di Boston per raggiungere quota 15.000 piedi (4.600 m). L'ultimo segnale del transponder del velivolo fu captato dal radar della Federal Aviation Administration (FAA) presso Trevose, Pennsylvania, alle 20:31:12.
Trentotto secondi dopo, il Comandante di un Boeing 737 della Eastwind Airlines riferì al controllo del traffico aereo di Boston di aver "appena visto un'esplosione qui fuori", aggiungendo poi "abbiamo visto qualcosa esplodere davanti a noi... circa 16.000 piedi [4.900 m], poi è caduto in acqua". Successivamente, molte strutture di controllo del traffico aereo della zona di New York/Long Island ricevettero notizie di un'esplosione da parte di altri piloti che stavano operando nella zona. Molti testimoni nelle vicinanze dell'incidente dichiararono di aver visto e/o sentito delle esplosioni accompagnate da una palla di fuoco di grandi dimensioni e da altre più piccole, e di aver visto rottami, alcuni dei quali in fiamme, cadere in acqua.
Anche se nel giro di pochi minuti le imbarcazioni della Guardia Costiera, dell'US Navy e di privati cittadini raggiunsero il luogo dell'incidente, non fu ritrovato nessun sopravvissuto. Questo fatto rese il volo TWA 800 il secondo più grave incidente aereo negli Stati Uniti a quel tempo.

Tracciato del volo TWA 800. I rettangoli colorati indicano le aree nelle quali fu recuperato il relitto.

## Nazionalità di passeggeri ed equipaggio
| Nazionalità | Passeggeri | Equipaggio | Totale |
| ----------- | ---------- | ---------- | ------ |
| Algeria     | 9          | 0          | 9      |
| Belgio      | 4          | 0          | 4      |
| Danimarca   | 6          | 0          | 6      |
| Francia     | 42         | 0          | 42     |
| Germania    | 2          | 0          | 2      |
| Irlanda     | 4          | 0          | 4      |
| Israele     | 1          | 0          | 1      |
| Italia      | 8          | 1          | 9      |
| Norvegia    | 2          | 0          | 2      |
| Spagna      | 1          | 0          | 1      |
| Svezia      | 1          | 0          | 1      |
| Regno Unito | 7          | 0          | 7      |
| Stati Uniti | 125        | 17         | 142    |
| Totale      | 212        | 18         | 230    |

## Le prime indagini
L'NTSB fu allertata alle 20:50 circa del giorno dell'incidente; una squadra investigativa arrivò sulla scena del disastro la mattina successiva. Nel frattempo, le prime testimonianze raccolte portarono molti a credere che la causa dell'incidente potesse essere stata una bomba o un missile
e, siccome l'NTSB non compie indagini relative ad attività criminali, l'FBI avviò immediatamente un'indagine parallela. Anche nelle precedenti indagini, una volta stabilito che l'incidente era stato causato da un atto criminale, l'FBI divenne l'organo investigativo ufficiale e l'NTSB agì da supporto.

### Operazioni di ricerca e recupero
Le operazioni di ricerca e recupero furono condotte da agenti federali, statali e locali, nonché da Società private su incarico del Governo.
Per localizzare i resti del relitto sul fondo del mare vennero utilizzati veicoli-robot, sonar a scansione laterale e laser scanner. I corpi delle vittime e alcuni rottami vennero recuperati dai subacquei e dai veicoli robot, mentre, per recuperare i rottami insabbiati, vennero utilizzate navi solitamente utilizzate per la pesca a strascico. Grazie ad una delle più grandi operazioni di salvataggio subacqueo assistito mai condotto, lavorando spesso in condizioni difficili e pericolose, venne recuperato oltre il 95% del relitto dell'aereo. Durante le ricerche vennero individuate principalmente tre aree di ubicazione del relitto. La zona gialla conteneva i rottami della parte anteriore del velivolo, la zona rossa quelli della parte centrale e la zona verde quelli della parte posteriore; quest'ultima si trovava più lontano dalle altre, lungo la direzione del volo.

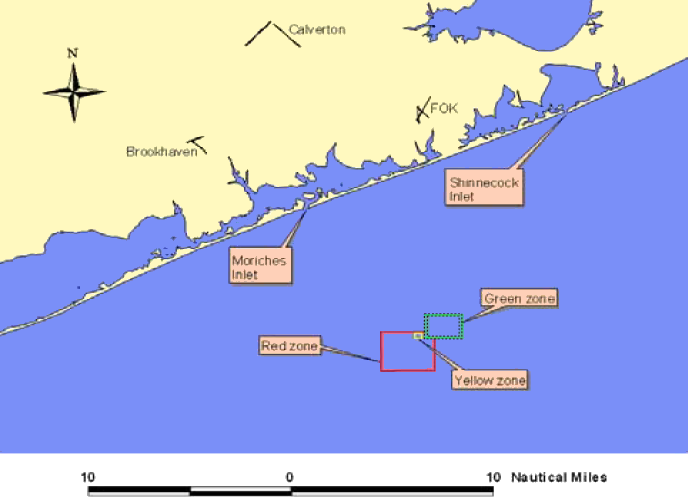
La mappa mostra le zone verde, gialla e rossa
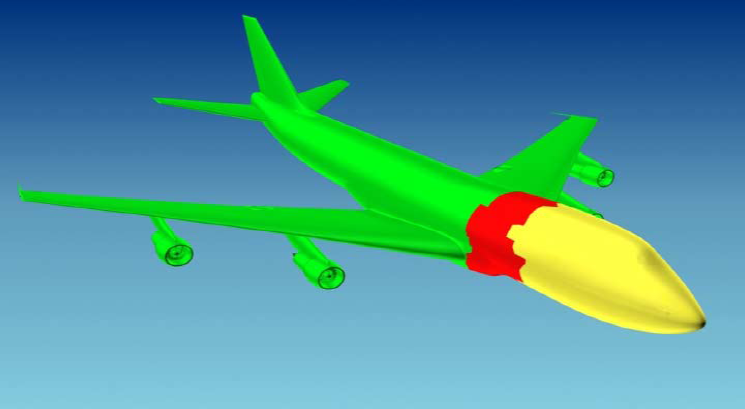
I relitti trovati nelle zone colorate corrispondono ad una specifica parte della fusoliera
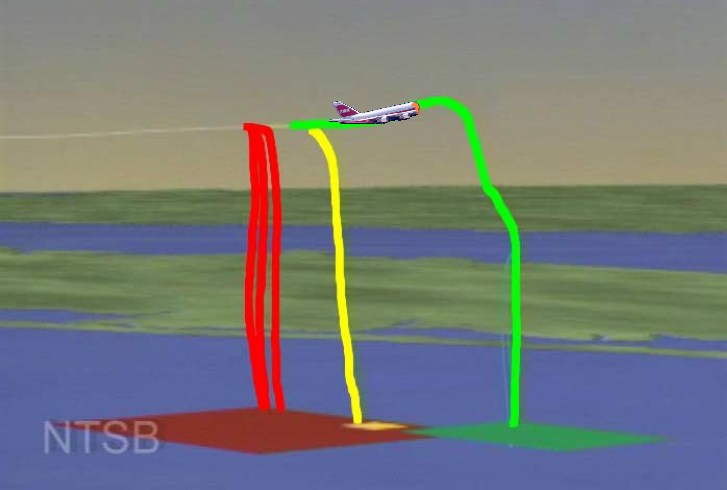
Ricostruzione della direzione di caduta dei rottami

I pezzi del relitto furono trasportati prima a riva con delle navi, poi in camion verso un hangar presso l'ex stabilimento Grumman Aircraft a Calverton, New York, affittato appositamente per il deposito e l'esame dei rottami e per la ricostruzione della carlinga. Questo sito divenne il quartier generale delle indagini.
Il personale dell'FBI e dell'NTSB scortarono tutti i trasferimenti per preservare il valore probatorio del relitto. Una settimana dopo l'incidente le scatole nere furono trovate e recuperate dai sommozzatori dell'US Navy e vennero immediatamente inviate al laboratorio NTSB a Washington. Le vittime vennero trasportate presso la sede del medico legale ad Hauppauge, contea di Suffolk, New York.

### Tensione durante le indagini
I giornalisti e i parenti delle vittime si stabilirono in un hotel vicino all'aeroporto JFK. Questi ultimi attesero che i resti dei loro familiari fossero recuperati, identificati e riconsegnati loro. Il loro dolore si era trasformato in rabbia a causa del ritardo di TWA nel confermare la lista dei passeggeri e per le informazioni contrastanti date a loro dai funzionari. Anche se il vice presidente dell'NTSB Robert Francis aveva dichiarato che la priorità era quella di recuperare prima tutti i corpi delle vittime e, nel caso, parti del relitto che potessero nascondere ancora qualche corpo, molti dei famigliari ritennero che per gli investigatori fosse più importante il recupero del relitto.
Anche il medico legale Dr. Carlo V. Wetli era sottoposto alle pressioni dei famigliari e dei politici.
Per poter identificare i corpi e i resti umani nel più breve tempo possibile, i patologi lavorarono senza sosta per dieci mesi, ma, poiché l'obiettivo primario era quello di identificare tutti i resti anziché effettuare una dettagliata autopsia medico-legale, l'accuratezza degli esami non fu molto elevata.
Tra l'FBI e l'NTSB sorsero parecchi attriti. I federali, partendo dal presupposto che fosse stato compiuto un attentato, si irritarono per i dubbi espressi in merito dagli investigatori dell'NTSB, tanto che un agente dell'FBI arrivò a etichettare l'NTSB come "Niente opinioni, niente di niente". Nello stesso tempo l'NTSB continuava a diffondere opinioni contrarie in merito alle conclusioni e alle prove fornite ai giornalisti dalle forze dell'ordine e dai politici.

### Dichiarazioni dei testimoni

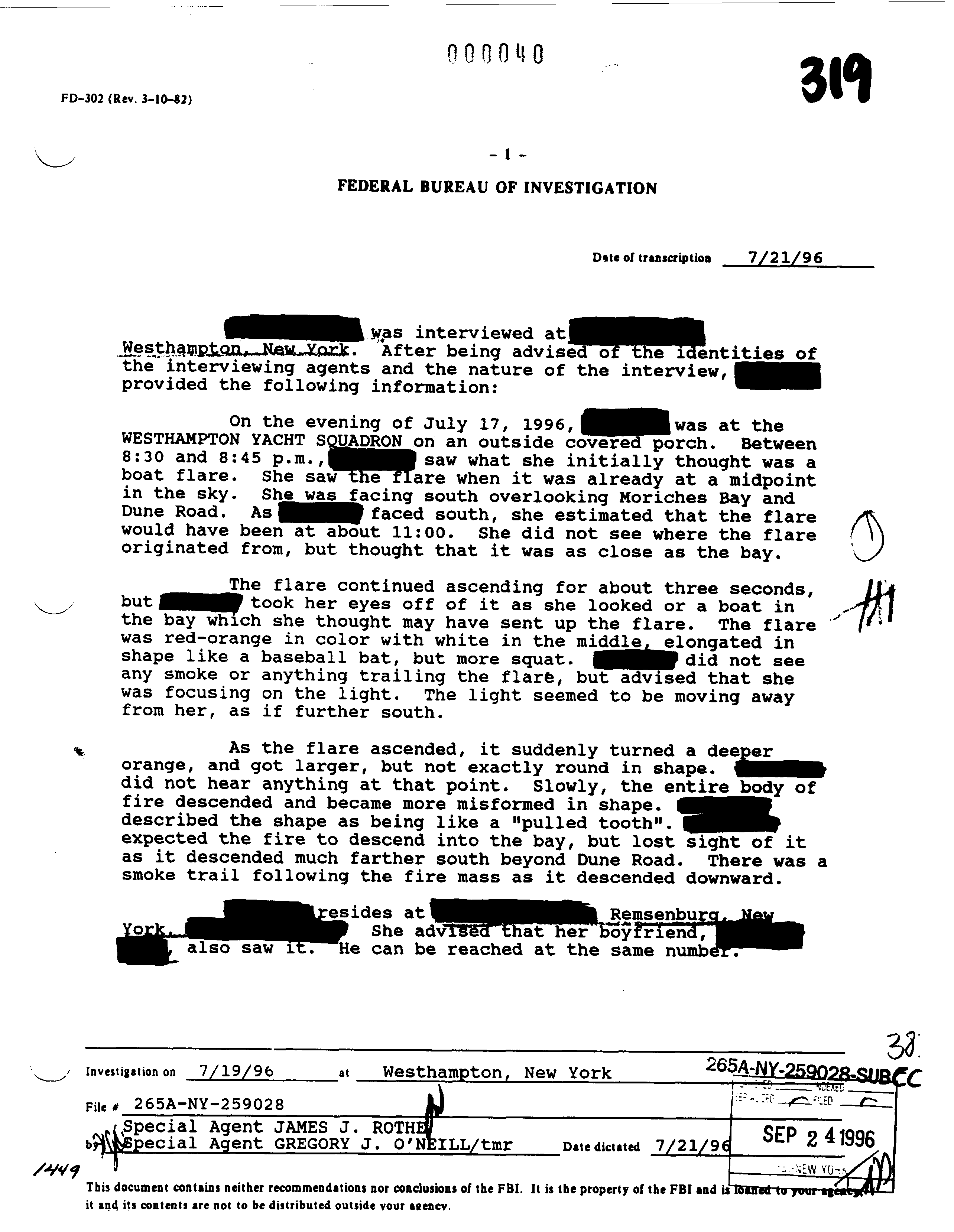
Una pagina di una testimonianza raccolta dall'FBI (i dati personali sono stati cancellati)

Alcuni testimoni dell'incidente raccontarono di aver visto una "striscia luminosa ascendente" che aveva inizio da una grande palla di fuoco, mentre altri aggiunsero che videro la palla di fuoco dividersi in due parti e cadere verso l'acqua. C'era molto interesse del pubblico per queste dichiarazioni, e ci fu anche molta speculazione da parte di chi riteneva che la striscia di luce fosse in realtà un missile che aveva colpito il volo TWA 800, causandone l'esplosione..
Circa 80 agenti dell'FBI interrogarono molti potenziali testimoni per diversi giorni. Nessuna delle dichiarazioni dei testimoni fu resa pubblica integralmente, ma vennero diffuse sintesi scritte dagli stessi agenti che le avevano ottenute.
Anche l'NTSB avrebbe voluto interrogare i testimoni, ma cambiò idea dopo che l'FBI sollevò perplessità in merito al fatto che personale non-governativo potesse avere accesso a delle informazioni riservate e che dichiarazioni multiple dello stesso testimone potessero creare problemi in un eventuale processo penale.

## Ulteriori indagini
L'esame delle scatole nere mostrò che l'aereo compì un decollo e una salita regolari. In seguito, durante il volo livellato, esse smisero di registrare dati alle 20:30:12.
Negli ultimi decimi di secondo della registrazione era possibile udire un rumore simile a quello già registrato su altri velivoli che avevano subito rotture in volo. Questo, insieme alla distribuzione dei rottami e alle dichiarazioni dei testimoni, indicavano che si era verificato o un cedimento strutturale o un'esplosione..

### Possibili cause del cedimento strutturale
Gli investigatori considerarono tutte le diverse possibili cause per l'esplosione in volo: un cedimento strutturale e la successiva decompressione esplosiva, oppure la detonazione di un dispositivo ad alta energia esplosiva, come ad esempio la testata di un missile che esplode al momento dell'impatto con l'aereo o di una bomba che esplode all'interno del velivolo, oppure un'esplosione dei vapori di carburante nel serbatoio centrale.

#### Cedimento strutturale e decompressione
L'esame del relitto non evidenziò anomalie strutturali come affaticamento del metallo, corrosione o danni derivanti da guasti meccanici che potessero aver causato la rottura in volo. Fu presa in considerazione anche la possibilità che la rottura potesse essere stata avviata da un distaccamento della porta di carico anteriore durante il volo, tuttavia le prove indicarono che la porta era chiusa e bloccata al momento del disastro. L'NTSB concluse che «la rottura in volo del volo TWA 800 non è stata causata da una condizione preesistente che ha provocato il cedimento strutturale e la successiva decompressione».

#### Detonazione di un missile o di una bomba
Il controllo dei dati registrati dal radar di lungo raggio dell'aeroporto rivelò diverse presenze nelle vicinanze del volo TWA 800 al momento dell'incidente,
ma nessuna di queste intersecò mai la rotta del velivolo.
Particolare attenzione fu prestata ai dati del radar di Islip, New York, che mostrarono tre tracce in prossimità del volo TWA 800 che non comparivano nei dati di nessun altro radar, ma anche queste non intersecarono mai la rotta del velivolo. Tutti i dati radar analizzati non mostrarono nessuna traccia compatibile con un missile.
L'NTSB smentì la notizia che i dati del radar di Islip avessero mostrato gruppi di bersagli militari disposti in modo sospetto nella zona dell'incidente, infatti dai registri della US Navy si apprese che la più vicina area prevista per esercitazioni militari (e quindi vietata al traffico aereo civile) era ubicata 160 NM più a sud..
Su tre campioni di materiale prelevato da tre pezzi diversi del relitto fu riscontrata la presenza di residui di esplosivo. Le analisi compiute nei laboratori dell'FBI a Washington stabilirono che un campione conteneva tracce di ciclotrimetilentrinitroammina (RDX), uno nitroglicerina e il terzo una combinazione di RDX e Tetranitrato di pentaeritrite (PETN). Questi risultati suscitarono molto clamore nei media; inoltre, le parti posteriori di alcuni sedili furono analizzate a causa della presenza di una sostanza rosso-marrone-grigio, tuttavia, secondo il costruttore del sedile, la posizione e l'aspetto di questa sostanza era coerente con l'adesivo utilizzato nella costruzione dei sedili, e le prove di laboratorio effettuate dalla NASA lo confermarono..
Un ulteriore esame della struttura del velivolo, dei sedili e di altri componenti interni non rivelò i danni tipicamente associati ad un'esplosione ad alta energia (di una bomba o un di un missile). Del 5% della fusoliera che non è stata recuperata, nessuno dei pezzi mancanti era grande abbastanza da poter avere contenuto da solo i danni causati dalla detonazione di una bomba o di un missile, e su nessuno dei corpi delle vittime furono trovate lesioni che avrebbero potuto essere causate da esplosivo ad alta energia.
L'NTSB considerò altresì la possibilità che le tracce di esplosivo fossero state lasciate dalle truppe impiegate nella Guerra del Golfo che nel 1991 avevano utilizzato l'aeromobile come mezzo di trasporto, o dagli addestramenti di cani anti-bomba che un mese prima dell'incidente avevano utilizzato il velivolo per l'addestramento. I test condotti dalla FAA dimostrarono invece che i residui dell'esplosivo trovato sul relitto si sarebbero dovuti dissipare completamente dopo due giorni di immersione nelle acque dell'oceano (e quasi tutti i relitti recuperati rimasero immersi per più di 2 giorni). L'NTSB quindi concluse che era "molto probabile" che il residuo di esplosivo fosse stato "trasferito" sul relitto durante le operazioni di recupero dalle navi, dai veicoli di terra o dagli abiti del personale militare e che quindi non era presente quando il velivolo cadde in acqua.
Anche se i tecnici dell'NTSB non furono in grado di determinare l'origine esatta delle tracce di residui di esplosivo, la mancanza di qualsiasi altra prova atta a corroborare l'esistenza di un'esplosione ad alta energia li portò a concludere che «la rottura in volo non fu causata da un attacco bomba o da un missile».

#### Esplosione della miscela aria-carburante nel serbatoio centrale
Al fine di comprendere la sequenza di rottura strutturale del velivolo, l'NTSB formò una squadra denominata "Gruppo di Sequenza" che esaminò i singoli pezzi della struttura recuperata, i disegni delle diverse sezioni della carlinga e varie ricostruzioni tridimensionali di parti del velivolo; in aggiunta fu valutata anche la posizione dei pezzi del relitto al momento del recupero e i differenti effetti che un'esplosione avrebbe potuto avere su pezzi di fusoliera adiacenti gli uni agli altri. Il Gruppo concluse che il primo evento nella sequenza di rottura fu una frattura avvenuta nella sezione centrale dell'ala, causato da un "evento di sovrapressione" nel serbatoio centrale del carburante (CWT). Un evento di sovrapressione è definibile come un rapido aumento della pressione interna che porta al cedimento della struttura del serbatoio.
Siccome non vi era alcuna prova che un dispositivo esplosivo ad alta energia fosse fatto detonare in questa o qualsiasi altra parte del velivolo, questo evento di sovrapressione non poté essere stato causato che dall'esplosione dei vapori di carburante presenti nel CWT..
Anche se solo una piccola quantità di carburante era presente nel CWT, furono eseguite prove per ricreare le condizioni del volo; con esse fu dimostrato che il vapore di combustibile era altamente infiammabile. Una delle principali ragioni della presenza del vapore di carburante dipende dalla grande quantità di calore prodotto e indotto al CWT dal generatore dell'aria condizionata situato direttamente sotto il serbatoio: con la temperatura del CWT innalzata a un livello sufficiente, una scintilla avrebbe potuto causare un'esplosione..
Per dimostrare come sarebbe potuta avvenire un'esplosione in un CWT di un Boeing 747 furono utilizzate simulazioni al computer e ricostruzioni in scala.
Per meglio determinare se l'esplosione dei vapori di carburante avrebbe potuto generare una pressione tale da spezzare il serbatoio e portare alla distruzione del velivolo, nel mese di luglio e agosto 1997, presso il Leicester Bruntingthorpe Aerodrome, in Inghilterra, furono condotti alcuni test utilizzando un vecchio Boeing 747. Questi test simularono un'esplosione dei vapori di carburante nel CWT provocata dall'accensione di una miscela di aria-propano. La struttura del serbatoio cedette a causa della sovrapressione creatasi. L'NTSB riconobbe che le condizioni di prova a Bruntingthorpe non potevano essere del tutto paragonabili a quelle esistenti sul volo TWA 800, ma precedenti esplosioni di carburante nei CWT di aerei commerciali, come nel caso del volo Avianca 203 e del volo Philippine Airlines 143, confermarono che l'esplosione di un CWT avrebbe potuto portare alla distruzione di un aereo.
In conclusione, sulla base della sequenza di rottura del velivolo, delle caratteristiche dei danni riscontrati nel relitto, dei test scientifici e di ricerca sui carburanti, delle esplosioni nei CWT di altri aerei, della condizione del CWT al momento dell'incidente e dall'analisi delle testimonianze, l'NTSB concluse che «...la rottura in volo del TWA 800 fu avviata dall'esplosione della miscela aria-carburante nel CWT.».

### Sequenza di rottura della fusoliera e volo incontrollato
I luoghi di recupero del relitto (le zone rosse, gialle e verdi) hanno chiaramente indicato che: (1) i pezzi della zona rossa (la parte anteriore della sezione di fusoliera compresa tra le ali) furono i primi a distaccarsi dal velivolo; (2) la sezione anteriore della fusoliera si distaccò contemporaneamente o poco dopo i pezzi della zona rossa, cadendo in mare ancora intatta; (3) i pezzi della zona verde (le ali e la parte posteriore della fusoliera) rimasero intatti per parecchi secondi dopo il distaccamento della parte anteriore della fusoliera, proseguendo il volo e impattando l'acqua nella zona verde.
Alcune bruciature e depositi di fuliggine sul relitto recuperato mostrarono che, dopo il distaccamento della parte anteriore della fusoliera, nel resto dell'aereo si svilupparono diversi incendi.
Sulla base di testimonianze oculari si appurò che, dopo circa 34 secondi, le parti esterne di entrambe le ali si distaccarono, causando un ulteriore incendio alimentato dal combustibile dei serbatoi e generando la palla di fuoco osservata dai testimoni; poco dopo, l'ala sinistra si separò del tutto da quello che rimaneva della fusoliera, creando una nuova palla di fuoco, e cadde in mare..
Solo l'impianto radar della FAA a North Truro, Massachusetts, con l'ausilio di speciali software di elaborazione dati forniti dalla United States Air Force, fu in grado di stimare la quota del volo TWA 800 dopo l'esplosione del CWT.
Tuttavia, a causa delle approssimazioni, i dati radar non poterono essere utilizzati per stabilire se l'aeromobile salì di quota dopo il distaccamento della sua parte anteriore. L'NTSB condusse centinaia di simulazioni al computer per esaminare la traiettoria della parte centrale della fusoliera,
combinando di volta in volta i diversi tempi di distaccamento del muso dell'aereo (il tempo esatto era sconosciuto), le diverse tipologie di volo della parte di velivolo rimasto (le proprietà aerodinamiche del velivolo senza il muso furono solamente stimate) e le tracce longitudinali dei radar (le tracce radar rilevate da diversi impianti della posizione est/ovest del volo TWA 800)..
Queste simulazioni indicarono che, dopo la perdita della parte anteriore della fusoliera, il resto del velivolo continuò il volo, poi salì di quota inclinato sulla sinistra (da una quota di partenza di 13.760 piedi, circa 4.190 m), fino ad un'altitudine massima stimata tra i 15.537 piedi (4.736 m) e i 16.678 piedi (5.083 m).

#### Analisi delle dichiarazioni dei testimoni

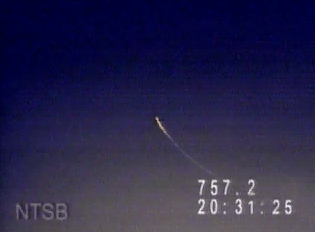
Animazione creata dall'NTSB per descrivere la traiettoria dell'aereo dopo l'esplosione del serbatoio

All'inizio delle indagini, in seguito alla possibilità che l'incidente potesse essere stato causato da terroristi internazionali, l'FBI richiese anche l'assistenza della CIA. Gli esperti della Cia, basandosi sull'analisi della propagazione del suono, furono in grado di concludere che i testimoni non poterono vedere un missile dirigersi contro l'aereo, bensì videro la scia lasciata dall'incendio del carburante proveniente dal velivolo dopo l'esplosione iniziale;
giunsero a queste considerazioni dopo aver calcolato il tempo impiegato dal rumore dell'esplosione iniziale a raggiungere i testimoni, confrontato con quello che essi dichiararono di aver visto. Infatti, non avrebbero potuto vedere un missile che colpiva l'aereo se l'aereo era già esploso quando loro alzarono lo sguardo.
Parallelamente all'inchiesta della CIA, l'NTSB costituì una squadra che, dal novembre del 1996 all'aprile del 1997, riesaminò tutte le testimonianze ottenute dall'FBI. In aggiunta, vennero analizzate anche le informazioni fornite dai membri dell'equipaggio di un elicottero Sikorsky HH-60 Pave Hawk e di un C-130 della New York Air National Guard, e di un P-3 della US Navy che avevano volato nelle vicinanze del TWA 800 al momento dell'incidente. Nel febbraio 1998, quando l'FBI concluse la propria inchiesta penale e rilasciò tutta la propria documentazione all'NTSB, questi ultimi decisero di reinterrogare un solo testimone, più precisamente il Comandante del volo Eastwind Airlines 507 che fu il primo a segnalare l'esplosione del volo TWA 800.
Da questo lungo lavoro di riesame delle 736 testimonianze emerse che ben 258 persone videro una "striscia di luce", variamente descritta come somigliante a "un punto di luce, a fuochi d'artificio, ad un bagliore, ad una stella cadente o qualcosa di simile." La squadra dell'NTSB concluse che la striscia di luce vista dai testimoni avrebbe potuto essere il velivolo stesso durante la fase che precedette lo sviluppo della palla di fuoco, notando che, nella maggior parte delle 258 testimonianze, la striscia di luce coincideva con la traiettoria percorsa dal velivolo dopo l'esplosione del CWT..
Trentotto testimoni riferirono invece di aver visto "una striscia di luce che saliva in verticale", cosa che era in contrasto con la traiettoria del velivolo dopo l'esplosione. Inoltre, 18 testimoni riferirono di aver visto una striscia di luce che aveva origine dalla superficie del mare o dall'orizzonte. In merito a queste differenti testimonianze, l'NTSB osservò che, sulla base della loro esperienza in precedenti indagini, "alcune testimonianze sono spesso in contraddizione con le altre o con i fatti noti"..
Inoltre, venne fatto rilevare che durante gli interrogatori condotti dall'FBI, che erano incentrati a provare un possibile attacco missilistico, le domande «dove era il sole in relazione alla posizione dell'aereo e a quella del punto di lancio del missile» e «quanto è durato il volo del missile» potrebbero, in alcuni casi, avere condizionato le risposte degli intervistati. L'NTSB concluse che, dato il gran numero di testimonianze ottenute, «non era possibile aspettarsi che tutte le dichiarazioni potessero essere coerenti tra loro»..
Nel mese di aprile del 2000 furono condotti dei test di visibilità missilistica presso la Eglin Air Force Base di Fort Walton Beach, in Florida;
Grazie ad essi i tecnici dell'NTSB stabilirono che, per aver assistito ad un attacco missilistico, i testimoni avrebbero dovuto vedere: (1) una luce prodotta dalla propulsione del missile che saliva molto rapidamente e quasi verticalmente per circa 8 secondi; (2) la sparizione di questa luce per un massimo di 7 secondi; (3) dopo l'impatto con il CWT dell'aereo, l'apparizione di un'altra luce che per circa 30 secondi si sarebbe dovuta muovere più lateralmente e molto più lentamente rispetto alla prima; (4) quest'ultima luce diventare discendente e contemporaneamente trasformarsi in una palla di fuoco durante la caduta verso l'oceano..
Nessuno dei testimoni descrisse uno scenario simile.

### Probabili fonti di accensione del combustibile nel serbatoio
L'NTSB considerò diverse ipotesi per stabilire la fonte di accensione dei vapori di carburante nel CWT. Tutte, tranne una, vennero considerate molto improbabili.

#### Frammento di missile o piccola carica esplosiva
Sebbene l'NTSB avesse già raggiunto la conclusione che il cedimento strutturale del velivolo non fu causato da un missile, fu presa in considerazione la possibilità che un missile potesse essere esploso abbastanza vicino all'aereo (ma abbastanza lontano da non aver lasciato danni associabili ad un missile) e che un frammento di esso sia penetrato nel CWT e incendiato i vapori di carburante.
Vennero effettuate simulazioni al computer utilizzando i dati di un missile che potesse esplodere in una posizione tale da far penetrare un frammento nel CWT, e si giunse alla conclusione che era "molto improbabile" che l'esplosione di una testata potesse generare frammenti che avessero colpito solamente il CWT senza lasciare tracce su altre parti dell'aereo.
Analogamente si esaminò la possibilità che una piccola carica esplosiva posta sul CWT avesse potuto essere fonte di accensione dei vapori di carburante.
I test compiuti dalla Defence Evaluation and Research Agency britannica dimostrarono che, quando una lastra di metallo dello stesso tipo e spessore di quella del CWT viene squarciata da una piccola carica, nelle zone circostanti allo squarcio si sarebbero dovute trovare alcune deformazioni molto particolari; ma, poiché nessuno dei rottami del CWT recuperati le riportava, e nessuno dei rottami non recuperati era grande abbastanza da contenerle tutte, l'inchiesta concluse che questo scenario era "molto improbabile ".

#### Altre fonti potenziali di innesco
L'NTSB esaminò la possibilità che i vapori di carburante nel CWT potessero essere stati innescati da un fulmine, da una meteora, da auto-combustione, dal contatto con una superficie rovente, da un incendio innescatosi in un altro serbatoio di carburante e migrato al CWT attraverso il sistema di sfogo, dall'esplosione di un motore, dallo scoppio della turbina del generatore dell'aria condizionata posto sotto al CWT o da elettricità statica.
Dopo lo studio approfondito di ciascuna di queste ipotesi, l'NTSB stabilì che esse erano tutte "molto improbabili".

#### Sistema di indicazione del livello del carburante
I produttori di aeroplani e la FAA sono a conoscenza del fatto che in un serbatoio di combustibile sono sempre presenti vapori di carburante e che per questo motivo bisognerebbe evitare di inserire nel serbatoio stesso ogni possibile fonte di innesco. Il modo migliore per garantire la sicurezza consiste nel proteggere tutti i dispositivi presenti nel serbatoio dall'intrusione di vapore infiammabile e di utilizzare nel sistema di indicazione del livello del carburante (FQIS) tensioni e correnti molto basse. Nel caso del Boeing 747 serie 100, l'unico cavo elettrico presente nel CWT è quello del FQIS. Affinché il FQIS possa essere fonte di innesco, si dovrebbe verificare il passaggio nei suoi cavi di una corrente di tensione superiore a quella normalmente utilizzata, ma sebbene i tecnici dell'NTSB abbiano stabilito che si sarebbe potuta verificare la probabilità di un corto circuito nel FQIS, hanno anche aggiunto come "questo non potesse essere determinato con certezza in base alle prove disponibili". Tuttavia, l'NTSB concluse che "la fonte di innesco più probabile per l'esplosione del CWT fu una corrente elevata entrata nel serbatoio attraverso il cablaggio del FQIS".
Anche se l'FQIS è stato progettato per prevenire danneggiamenti durante il suo normale funzionamento, il tubo interno del compensatore mostrò danni simili a quelli di un tubo simile che innescò l'incendio che nel 1976, vicino a Madrid, distrusse un Boeing 747.
Questo non fu considerato "prova certa" di una fonte di innesco per il volo TWA 800, anche se c'era l'evidenza di un cortocircuito avvenuto sia nella matassa di cavi che comprendeva il cavo di alimentazione del FQIS che tra due cavi posizionati nella stessa canalina del cavo del FQIS.
Durante l'ascolto del Cockpit Voice Recorder del Comandante, pochi secondi prima che smettesse di registrare (in contemporanea con il distacco del muso dell'aereo),
si udirono delle distorsioni: queste potrebbero essere state causate da un cortocircuito avvenuto in alcuni cavi del cockpit adiacenti a quelli di alimentazione del FQIS.
Due minuti e trenta secondi prima,
nella stessa registrazione, si udiva il Comandante commentare il malfunzionamento del misuratore del flusso del carburante del motore numero quattro.
Quando l'indicatore del livello del carburante nel CWT fu ritrovato, si notò che segnava 640 libbre di combustibile anziché le 300 libbre che erano state caricate prima del decollo. Alcuni esperimenti compiuti dai tecnici dell'NTSB dimostrarono che, apportando una corrente supplementare al cavo dell'indicatore di livello del carburante, il suo display digitale aumentava di diverse centinaia di libbre prima che l'interruttore automatico di sicurezza scattasse. Nel caso del volo TWA 800 l'anomalia riscontrata potrebbe essere stata causata da un cortocircuito nel cablaggio del FQIS. L'NTSB concluse quindi che la fonte più probabile di corrente sufficiente ad innescare l'incendio fu un cortocircuito dei cavi o di un componente interno del FQIS, ma, poiché non furono ritrovati né tutti i componenti né tutti i cavi, non fu possibile stabilirne con esattezza l'origine.

## Conclusioni
L'inchiesta dell'NTSB si concluse il 23 agosto 2000 con l'emissione del rapporto finale; in esso venne riconosciuto che la causa più probabile dell'incidente del volo TWA 800 fu:
Oltre a questa, l'NTSB identificò altre due concause:
- Il concetto errato che per prevenire esplosioni dei serbatoi del carburante è sufficiente eliminare tutte le forme di innesco.
- Il progetto del Boeing 747 che prevede fonti di calore posizionate sotto il CWT senza che ci siano né mezzi per ridurre il calore indotto nel serbatoio né mezzi che rendano il vapore di carburante non infiammabile.

Sia nel corso dell'indagine che nel rapporto finale, l'NTSB rilasciò numerose raccomandazioni di sicurezza, per lo più riguardanti i serbatoi del carburante e le problematiche relative ai cablaggi elettrici.
La più significativa era quella che richiedeva la realizzazione di modifiche nella costruzione dei serbatoi, come ad esempio l'aggiunta di sistemi che rendano inerte il vapore di carburante, sia per i nuovi aerei che, ove possibile, per i velivoli già esistenti.

### Teorie alternative
L'NTSB impiegò quattro anni e un mese per concludere l'inchiesta. Le prime indagini e i primi interrogatori compiuti dall'FBI, e in seguito riutilizzati dall'NTSB, erano mirati a provare l'esistenza di un attentato terroristico. Sei mesi dopo l'inizio delle indagini, il presidente dell'NTSB Jim Hall dichiarò che «si stavano vagliando tutte e tre le ipotesi, cioè quella di una bomba a bordo, quella di un attacco missilistico e quella di un guasto meccanico». Le speculazioni della stampa furono alimentate in parte dalle prime testimonianze in merito al disastro, alcune delle quali descrissero un'esplosione improvvisa e scie luminose nel cielo, alcune delle quali avevano direzione ascendente.
Le due principali teorie alternative furono quella di una bomba a bordo e quella di un missile.
La teoria di 3 missili della Marina Americana fu scientificamente provata da uno scienziato indipendente e diversi membri dell’indagine ufficiale compiuta sull’esplosione. 
Il documentario TWA FLIGHT 800 (2013) riporta le interviste originali agli ingegneri e ai tecnici dell’indagine, nonché ai testimoni che videro un oggetto super veloce partire dalla terra e dirigersi verso l’aereo in volo (più di 700).

## Memoriale per le vittime
Il memoriale per le vittime del volo TWA 800 fu costruito, grazie ai fondi raccolti dall'associazione dei parenti dei defunti, in un parco di 8100 mq adiacente allo Smith Point County Park vicino a Shirley, New York, nel luglio del 2004. Su un'enorme lastra ricurva di granito nero sono incisi i nomi delle vittime su un lato e il disegno di un'onda dalla quale escono 230 gabbiani sull'altro. 

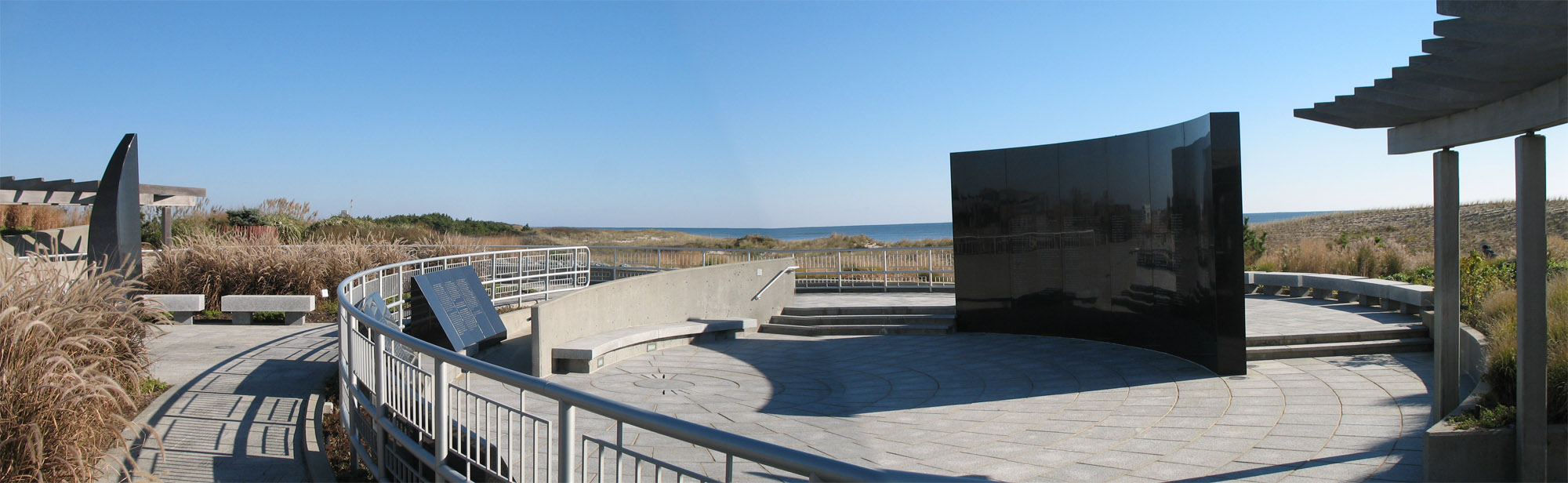
L'International Memorial dedicato alle vittime del volo TWA 800 esploso nel 1996. Smith Point Park (NY) foto Nov. 2007

Nel luglio del 2006 fu aggiunta un'altra lastra di granito nero alta 3 metri con inciso il disegno astratto di un faro, la quale poggia sopra un'urna nella quale sono raccolti diversi effetti personali dei passeggeri del volo TWA 800.
Il relitto del velivolo TWA N93119 è stato conservato in una struttura appositamente locata dall'NTSB ad Ashburn, in Virginia, e veniva utilizzato per l'addestramento degli investigatori sino al 2020. Il 17 luglio 2008 il Segretario dei Trasporti degli Stati Uniti d'America, durante la visita all'impianto, annunciò l'emissione di una direttiva volta a prevenire incidenti causati dall'esplosione dei serbatoi del carburante. L'NTSB suggerì tale direttiva già cinque mesi dopo l'incidente del volo 800, ma ben 33 anni prima una raccomandazione analoga fu rilasciata dal Civil Aeronautics Board dopo il disastro del volo Pan Am 214. Nel 2009 la Boeing ha comunicato alla FAA che sul suo nuovo 787 Dreamliner non è stato possibile rispettare le nuove norme di sicurezza. La FAA ha proposto quindi di alleggerire le misure di sicurezza per la prevenzione delle scintille all'interno del serbatoio del carburante, definendole "impraticabili."

## Distruzione dei rottami
Per quasi 25 anni i rottami del relitto del Boeing 747 N93119 sono stati custoditi dalla NTSB in un hangar di Ashburn per scopi didattici, ma grazie alle moderne tecniche a scansione laser tridimensionale, non occorre più tenere i relitti per così lungo tempo; poi la stessa NTSB non volendo più proseguire con il contratto di locazione dell'hangar che stava utilizzando per ospitare i resti riassemblati in parte del TWA 800 decise di smaltirli a partire dal luglio 2021.
Lo stesso ente ha preso accordi con i parenti e amici delle vittime sul fatto che il relitto non deve essere utilizzato in un memoriale pubblico o peggio esser affondato nell'Oceano. Quindi si è optato per scansionare prima ogni singolo pezzo (tramite scanner laser tridimensionale) allo scopo di archiviare in modo perenne ogni dato e renderlo sempre consultabile, dopodiché il relitto sarà distrutto e il metallo riciclato.
Quello che non appare riciclabile sarà smaltito in apposite discariche.

## Nei media
La vicenda del volo TWA 800 è stata trattata nel:
- primo episodio del documentario Best evidence trasmesso da Discovery Channel
- primo episodio del documentario Conspirancy? trasmesso da History Channel
- episodio della diciassettesima stagione del documentario Quei secondi fatali trasmesso da National Geographic Channel
- romanzo Notte fatale di Nelson DeMille
- film-documentario Silenced: Flight 800 and the subversion of justice di James Sanders
- film-documentario TWA Flight 800 di Kristina Borjesson
- nel film Final Destination, l'incidente del volo 180 è ispirato alla vicenda del volo TWA 800.